# ميشيل دوران
ميشيل دوران (بالفرنسية: Michel Duran)‏ هو كاتب سيناريو وكاتب مسرحي وممثل فرنسي، ولد في 22 أبريل 1900 في ليون في فرنسا، وتوفي في 18 فبراير 1994 في رامبوييه في فرنسا.

## وصلات خارجية
- ميشيل دوران على موقع IMDb (الإنجليزية)
- ميشيل دوران على موقع ألو سيني (الفرنسية)
- ميشيل دوران على موقع أول موفي (الإنجليزية)
- ميشيل دوران على موقع قاعدة بيانات برودواي على الإنترنت (الإنجليزية)
- ميشيل دوران على موقع قاعدة بيانات الأفلام السويدية (السويدية)
- ميشيل دوران على موقع قاعدة بيانات الفيلم (الإنجليزية)
- ميشيل دوران على موقع كينوبويسك (الروسية)